# Francis Hoenselaar
Francis Hoenselaar (* 15. Januar 1965 in Rotterdam) ist eine ehemalige niederländische Dartspielerin. Ihr größter Erfolg war der BDO-WM-Titel 2009, als sie im Finale ihre Dauerrivalin Trina Gulliver mit 2:1 besiegen konnte.

## Karriere
Francis Hoenselaar ist die erfolgreichste niederländische Dartspielerin aller Zeiten. Ihre Karriere begann 1990 und die internationale Karriere startete Hoenselaar 1991 mit der Teilnahme am WDF World Cup. Ihren ersten Majortitel gewann Hoenselaar 1995 mit dem Gewinn der Zuiderduin Masters durch einen 3:2-Sieg gegen Mandy Solomons.
Sie gewann 1999, 2006 und 2010 die Europameisterschaft im Dameneinzel und 2001 wurde sie Weltmeisterin im Dameneinzel.
Bei der BDO World Darts Championship stand Hoenselaar in den Jahren 2002, 2004, 2005, 2006 und 2007 immer im Finale, verlor aber jeweils gegen Trina Gulliver.
Bei der BDO World Darts Championship 2009 gelang Hoenselaar nach Siegen über ihre Landsfrauen Carla Molema und Rilana Erades der 6. Finaleinzug. Ihre Finalgegnerin war wieder Trina Gulliver. Sie gewann das Finale mit 2:1, spielte dabei einen Average von 77,39. Durch den Sieg im WM-Finale durfte sie am Grand Slam of Darts 2009 teilnehmen, verlor aber ihre Gruppenspiele gegen Kevin Painter, Raymond van Barneveld und John Part.
Als Titelverteidigerin nahm sie an der BDO World Darts Championship 2010 teil. Dort verlor sie in der 1. Runde mit 0:2 gegen Trina Gulliver. Es war ihre letzte Teilnahme an einer WM, für die BDO World Darts Championship 2011 und BDO World Darts Championship 2012 war sie nicht qualifiziert.
Im Jahr 2014 beendet Hoenselaar ihre Karriere.

## Weltmeisterschaftsresultate

### BDO
- 2001: Halbfinale (1:2-Niederlage gegen  Mandy Solomonds)
- 2002: Finale (1:2-Niederlage gegen  Trina Gulliver)
- 2003: Halbfinale (0:2-Niederlage gegen  Anne Kirk)
- 2004: Finale (0:2-Niederlage gegen  Trina Gulliver)
- 2005: Finale (0:2-Niederlage gegen  Trina Gulliver)
- 2006: Finale (0:2-Niederlage gegen  Trina Gulliver)
- 2007: Finale (1:2-Niederlage gegen  Lisa Ashton)
- 2008: Viertelfinale (0:2-Niederlage gegen  Stephanie Smee)
- 2009: Siegerin (2:1-Sieg gegen  Trina Gulliver)
- 2010: Viertelfinale (0:2-Niederlage gegen  Trina Gulliver)